# Fredrik Rosing Bull
Pour les articles homonymes, voir Bull.
Fredrik Rosing Bull (25 décembre 1882 - 7 juin 1925) est un ingénieur norvégien qui a développé et commercialisé des machines à statistiques. Inspirateur de la société Bull, qui exploite ses brevets aux débuts de la mécanographie, Fredrik Rosen Bull fut dès 1919, l'un des pionniers de l'indépendance technologique de l'Europe face au monopole d'IBM.

## Biographie
Ingénieur à la société d'assurances norvégienne Storebrand, il a déposé le 31 juillet 1919 un brevet de « trieuse-enregistreuse-additionneuse combinée à cartes perforées ». Le conseil d'administration de Storebrand achète cette machine le 21 janvier 1921. Elle fait ensuite l'objet d'un article dans une revue d'assurances danoise. Henrik Hartzner, chef des statistiques de la société danoise Hafnia le lit et renonce à son matériel Herman Hollerith (IBM), pour commander une machine Bull en 1922.
Quand Fredrik Rosen Bull meurt à 42 ans en 1925, une demi-douzaine d'exemplaires sont livrées à des entreprises, qui apprécient de pouvoir acheter une machine simple et meilleur marché plutôt que de la louer à IBM, en position de monopole aux débuts de la mécanographie.
Son bras droit Knut Andreas Knutsen (1888-1983), ingénieur hydroélectricien, se consacre alors au perfectionnement des machines (trieuse horizontale en 1929, imprimante numérique à roues en 1930), organisant le service après-vente et étudiant en détail les brevets des concurrents. Le directeur du service des statistiques de Rentenanstalt, société d'assurance-vie, le docteur Emile Marchand, lui achète une tabulatrice et une trieuse en 1926, puis veut construire une machine plus rapide, utilisant la technique des cartes perforées. Il s'adresse à Oscar Bannwart, directeur de la société suisse H.W.Egli, réputée alors pour ses calculatrices et ses machines comptables « Madas » et « Millionnaire ».
Fredrik Rosen Bull mourut cinq ans avant que ne fût créée, en 1930, par le Belge Émile Genon, la compagnie industrielle qui porte son nom, pour commercialiser les machines à statistiques et qui sera désignée successivement comme « Bull S.A. », « H.W. Egli Bull », puis Compagnie des Machines Bull, et enfin Bull, depuis 1983.